# Colla (Lugano)
Colla è una frazione del comune svizzero di Lugano, nel Canton Ticino (distretto di Lugano). Fa parte del quartiere di Val Colla.

## Storia

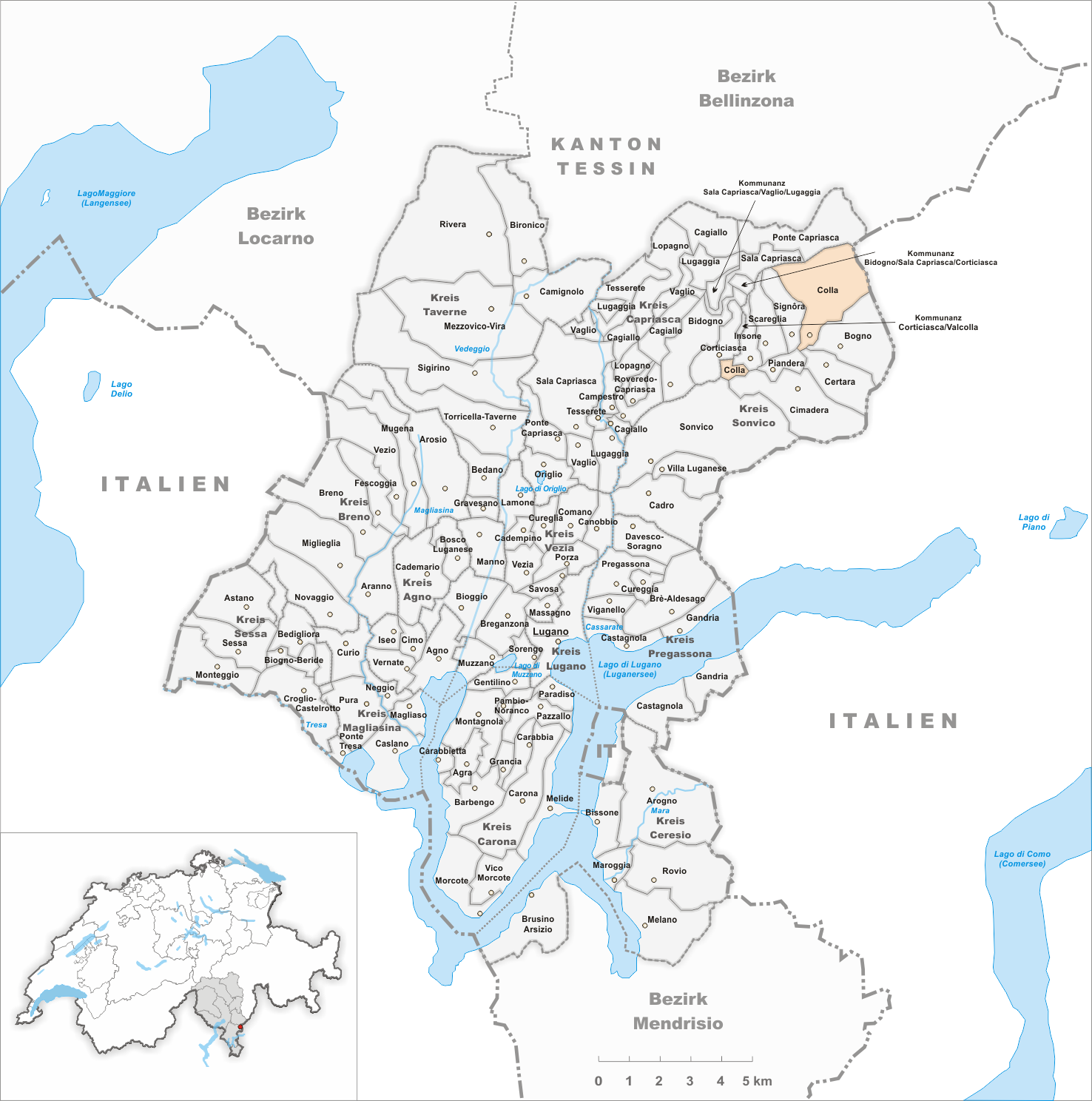
Il territorio del comune di Colla prima degli accorpamenti comunali del 1956

Già comune autonomo, nel 1956 è stato accorpato agli altri comuni soppressi di Insone, Piandera, Scareglia e Signôra per formare il nuovo comune di Valcolla, il quale a sua volta nel 2013 è stato aggregato agli altri comuni soppressi di Bogno, Certara e Cimadera per formare il nuovo quartiere di Lugano denominato Val Colla.

## Monumenti e luoghi d'interesse
- Chiesa parrocchiale dei Santi Pietro e Paolo[1];
- Oratorio della Madonna del Carmine in località Cozzo, eretto nel 1819[senza fonte];
- Oratorio dei Santi Ludovico e Anna in località Curtina, aula rettangolare con coro eretta nel XVI secolo e trasformata intorno al 1850 e nel 1920[senza fonte];
- Ponte coperto in legno in località Curtina, che scavalca il fiume Cassarate[senza fonte];
- Ponte in legno in località Molino[senza fonte].

## Amministrazione
Ogni famiglia originaria del luogo fa parte del cosiddetto comune patriziale ed ha la responsabilità della manutenzione di ogni bene ricadente all'interno dei confini della frazione. L'ufficio patriziale, rieletto il 26 aprile 2009, è presieduto da Joseph Moresi.